# جایزه بزرگ ایتالیا ۱۹۵۶
جایزه بزرگ ایتالیا ۱۹۵۶ (انگلیسی: ‎1956 Italian Grand Prix‎) یک مسابقهٔ موتوری در رشتهٔ اتومبیل‌رانی فرمول یک بود که در تاریخ ۲ سپتامبر ۱۹۵۶ در پیست ناتزیوناله مونتزا واقع در مونتزا، ایتالیا برگزار شد. این گراند پری در میان ۸ گراند پری در فصل ۱۹۵۶، مسابقهٔ شمارهٔ ۸ بود.
در این مسابقه که در ۵۰ دور و به مسافت ۵۰۰٫۰۲۳ کیلومتر (۳۱۰٫۷۰۰ مایل) برگزار شد، پول پوزیشن توسط خوان مانوئل فانخیو کسب شد و سریع‌ترین زمان برای طی یک دور پیست که برابر با ۲:۴۵٫۵ بود نیز توسط استیرلینگ ماس به ثبت رسید.
استیرلینگ ماس از تیم مازراتی، پیتر کالینز و خوان مانوئل فانخیو (به‌طور مشترک) از تیم فراری و رون فلاکارت از تیم کاناوت-آلتا به‌ترتیب مقام‌های اول تا سوم مسابقه را کسب کردند.

## رده‌بندی قهرمانی پس از مسابقه
| رده‌بندی قهرمانی رانندگان \| \| جایگاه \| راننده \| امتیاز \| \| -------- \| ------ \| ------------------ \| ------- \| \| \| ۱ \| خوان مانوئل فانخیو \| ۳۰ (۳۳) \| \| ۲ \| ۲ \| استیرلینگ ماس \| ۲۷ (۲۸) \| \| ۱ \| ۳ \| پیتر کالینز \| ۲۵ \| \| ۱ \| ۴ \| ژان بهرا \| ۲۲ \| \| \| ۵ \| پت فلاهرتی \| ۸ \| \| منبع:[۱] \| \| \| \| |        |                    |         |
| | جایگاه | راننده             | امتیاز  |
| | ۱      | خوان مانوئل فانخیو | ۳۰ (۳۳) |
| ۲ | ۲      | استیرلینگ ماس      | ۲۷ (۲۸) |
| ۱ | ۳      | پیتر کالینز        | ۲۵      |
| ۱ | ۴      | ژان بهرا           | ۲۲      |
| | ۵      | پت فلاهرتی         | ۸       |
| منبع: |        |                    |         |

یادداشت
- تنها پنج جایگاه نخست از هر رده‌بندی نمایش داده شده‌است.